# The Elder Scrolls IV: Shivering Isles
The Elder Scrolls IV: Shivering Isles – największe oficjalne rozszerzenie do komputerowej gry fabularnej The Elder Scrolls IV: Oblivion. Dodatek został zapowiedziany 18 stycznia 2007 roku na platformy Xbox 360 i Microsoft Windows. Ogłoszono wtedy, że dodatek będzie dystrybuowany drogą cyfrową przez Xbox Live Marketplace i Steam. Za jego produkcję odpowiedzialne było studio Bethesda Game Studios, natomiast grę wydała Bethesda Softworks wspólnie z 2K Games. Dodatek miał swoją premierę 26 marca 2007 roku w wersji na konsolę Xbox 360 oraz 27 marca 2007 roku na platformę Microsoft Windows zarówno w wersji cyfrowej, jak i pudełkowej. Akcja Shivering Isles (ang. Drżące Wyspy) rozgrywa się na tytułowych wyspach rządzonych przez daedrycznego księcia obłędu Sheogoratha. Gracz zostaje pomocnikiem Sheogoratha i wspólnie z nim próbuje pokonać daedrycznego księcia ładu Jyggalaga. W ten sposób zapobiega planom zniszczenia wysp.

## Rozgrywka
Rozgrywka w Shivering Isles nie różni się znacząco od tej w Oblivion. Podstawowa konstrukcja gry, sposób poruszania się postacią i interfejs pozostały niezmienione. Nadal jest to komputerowa gra fabularna, a jej akcja rozgrywa się w świecie fantasy. Zadania dodane w Shivering Isles gracz rozgrywa bohaterem stworzonym w Oblivionie. Postać gracza zyskuje punkty doświadczenia za wykonywanie konkretnych czynności. Przykładowo, aby zyskać doświadczenie w umiejętności strzelania z łuku, musi wykonywać tę czynność. Jest to sprzeczne z ogólnymi standardami przyjętymi w komputerowych grach fabularnych, gdzie używanie każdej umiejętności generuje punkty doświadczenia, które można wykorzystać do ulepszenia dowolnej umiejętności. Wrogowie zwiększają swoje statystyki w trakcie gry, wraz ze zdobywaniem doświadczenia przez postać gracza, gra skaluje poziom wrogów do jego aktualnego poziomu doświadczenia.
Tak samo jak w podstawowej wersji gry, w The Shivering Isles występuje otwarty świat gry, po którym gracz może się swobodnie poruszać. Główne zadania mogą być wykonane w dowolnym momencie gry, gracz może je także zignorować i dowolnie eksplorować świat, wykonywać poboczne zadania i rozwijać postać, lub powrócić do Cyrodiil, czyli kontynentu dostępnego w Oblivionie.

## Fabuła
Fabuła dodatku rozgrywa się na tytułowych Drżących Wyspach, rządzonych przez deadrycznego księcia obłędu Sheogoratha. Świat gry jest podzielony na dwa obszary: Manię i Demencję, które posiadają odmienne środowisko i styl graficzny.
Gracz rozpoczyna rozgrywkę w trakcie wydarzenia zwanego Greymarch (ang. szary marsz), w trakcie którego deadryczny książę ładu Jyggalag planuje zniszczyć Drżące Wyspy. W pobliżu miasta Bravil, na niewielkiej wyspie w Zatoce Niben otworzył się portal. Wychodzą z niego obłąkani ludzie, którzy przed wejściem tam byli normalni. Po wejściu do portalu, gracz ma dostęp tylko do jednego obszaru Drżących Wysp, zwanego Rubieżą (ang. Fringe) i musi pokonać stwora o nazwie Strażnik Wrót (ang. Gatekeeper), aby uzyskać dostęp do innych stref. Po jego pokonaniu gracz zostaje przyzwany na audiencję z Sheogorathem. Ten tłumaczy graczowi, że szary marsz zniszczy wyspy i potrzebuje pomocy bohatera, który to powstrzyma. Sheogorath decyduje, że wybierze gracza na swojego pomocnika, gdyż tylko on może wykonać misję powstrzymania szarego marszu.
Sheogorath i gracz próbują bezskutecznie powstrzymać szary marsz. W pewnym momencie Sheogorath przeistacza się w Jyggalaga, wtedy okazuje się, że jest to jego druga tożsamość. Zaraz po tym, znika. Gracz broni Tronu Szaleństwa przed inwazją sił Ładu. W trakcie walki pojawia się Jyggalag, który atakuje gracza. Jednak bohater go pokonuje i szary marsz zostaje zatrzymany. Gracz słyszy od Sheogoratha całą jego historię oraz powody, dlaczego został przeklęty, by egzystować jako szaleniec. Sheograth mówi, że dzięki pomocy gracza został uwolniony od klątwy, szary marsz się zakończył, a gracz zostaje nowym bogiem szaleństwa oraz władcą Drżących Wysp.

## Produkcja
17 sierpnia 2006 nazwy Shivering Isles oraz Knights of the Nine (drugi dodatek pudełkowy) zostały zarejestrowane w urzędzie patentowym w Stanach Zjednoczonych. 27 grudnia 2006 informacja o dodatku została potwierdzona przez amerykański magazyn „PC Gamer” oraz brytyjski „PC Zone”, a 18 stycznia 2007 przez studio odpowiedzialne za grę – Bethesda Softworks, początkowo tylko w wersji na Xbox 360 i komputery osobiste.
Gra w wersji na Xbox 360 zadebiutowała 26 marca 2007 na amerykańskim Xbox Live i 26 marca 2007 na europejskim. Wersja na Microsoft Windows miała swoją premierę 27 marca 2007 w Ameryce Północnej i 11 maja 2007 w Europie, zarówno w wersji pudełkowej, jak i elektronicznej. Wersja na PlayStation 3 została wydana jako ostatnia, jej premiera odbyła się 20 listopada 2007 na amerykańskim PlayStation Network i 29 listopada 2007 na europejskim.
Shivering Isles oraz Knights of the Nine zostały wydane wraz z podstawową wersją gry w edycji Oblivion's Game of the Year Edition, która miała swoją premierę 3 września 2007 roku w wersji na Xbox 360 i Microsoft Windows oraz 16 października 2007 roku w wersji na PlayStation 3.

## Odbiór
Shivering Isles został dobrze odebrany w mediach zajmujących się grami komputerowymi. Na stronach agregujących recenzje gier, czyli Metacritic i GameRankings, dodatek otrzymał 86 na 100 zarówno w wersji na komputery osobiste, jak i na konsolę Xbox 360 oraz odpowiednio 85/100 i 82,5/100 w wersji na konsolę PlayStation 3.
Greg Mueller z GameSpotu twierdził, że gra jest warta swojej ceny. Zachwalał ogromny świat, który można dowolnie eksplorować oraz grafikę i początkowe zadania z głównego wątku fabularnego. Jednak skrytykował zadania z dalszej części fabuły i zadania poboczne, które według niego są powtarzalne i monotonne. Pozytywnie o dodatku wyrażał się recenzent „GamePro”, który twierdził, że dodatek dostarcza podobnych wrażeń co podstawowa wersja gry. Znajdują się w nim ciekawe misje i ogromne obszary do eksploracji. Według niego dodatek powinien zadowolić każdego fana tego uniwersum. Natomiast Jim Rossignol ze strony Eurogamer twierdził, że gra jest powtarzalna i posiada mniej wciągającą fabułę niż Oblivion, a Charles Onyett z portalu IGN stwierdził, że dodatek jest godny zakupu i powrotu do świata The Elder Scrolls. Krzysztof Gonciarz z portalu Gry-Online chwalił dodatek za klimat i opowiedzianą w nim historię.
Dodatek zdobył nagrodę „Best RPG” na 2008 Game of the Year Awards przyznawaną przez Game Industry News, „Best Expansion” na 2007 Game of the Year Awards przyznawaną przez Voodoo Extreme oraz taką samą nagrodę przyznawaną przez Primotech. Otrzymał także nagrodę „Best Downloadable Content” na G-Phoria 2007 Awards oraz zdobył statuetkę „Editor's Choice Award” od Team Xbox, „GamePro”, i IGN. Game Vortex przyznał dodatkowi nagrodę „Top Pick Award”, a Advanced Media Network przyznał jej nagrodę „Silver Award”.